# Tashi Dorji
Tashi Dorji foi um Desi Druk do Reino do Butão, reinou de 1847 até 1850. Foi antecedido no trono por Dorji Norbu, tendo-lhe seguido Wangchuk Gyalpo.